# Lugros
Lugros es una localidad y un municipio español de la provincia de Granada, en la comunidad autónoma de Andalucía, situado en la comarca de Guadix. Está en la falda norte de Sierra Nevada. Una gran parte de su territorio está dentro del parque nacional de Sierra Nevada.

## Geografía

### Río Alhama
El río Alhama, también denominado río Frío en el grabado de Joris Hoefnagel, realizado en 1564, o río Marchan en el diccionario de Pascual Madoz, en algunas épocas también fue llamando Lugros por ser esta localidad el lugar de su nacimiento.
En la antigüedad daba movimiento a la herrería de Lugros y a varios molinos harineros, hoy en día ya inexistentes o derruidos por el tiempo. A su paso por Lugros, su curso es perenne, aunque escaso su caudal en verano, su cauce es llano, no experimenta desbordamientos y puede vadearse con facilidad en todas las épocas del año. Sus márgenes están cubiertos de castaños, perales, abundantes viñedos, alamedas y otros árboles frutales. Atraviesa los términos municipales de Lugros, Polícar, Beas de Guadix, Marchal y Purullena. Tras unirse con el río de Guadix, forma el río Fardes que, tras un breve recorrido, confluye con el río Guardal o Barbata y toman el nombre de Guadiana Menor.

## Demografía
Lugros cuenta con una población de 308 habitantes (INE 2024).
| Gráfica de evolución demográfica de Lugros entre 1857 y 2021 |
| |
| Población de derecho según los censos de población del INE Población de hecho según los censos de población del INEEn 1857 aparece este municipio porque se segrega del municipio Beas de Guadix |

## Cultura

### Fiestas
San Marcos
San Marcos y su tradicional potaje de San Marcos. Son las fiestas más populares entre los vecinos y las poblaciones aledañas. Se celebra el 25 de abril.
Santo Cristo de Los Trabajos
El 7 de septiembre, en honor al Santo Cristo de Los Trabajos.
Semana Santa
Entre las tradicionales procesiones de Semana Santa hay que resaltar el Sábado de Gloria por la noche y el Domingo de Resurrección al amanecer.
El Día de Santiago
El 25 de julio, los amigos y familias pasan juntos el día en el campo junto al río.
La Virgen de la Piedra
Se celebra el 15 de agosto. Cuenta la leyenda que la virgen se apareció en una piedra de la sierra y por ese motivo se iba todo los años en romería hasta ese lugar.
Los Chiscos
Se celebran en honor a San Antón, San Blas y la Candelaria.